# Vasoplégie

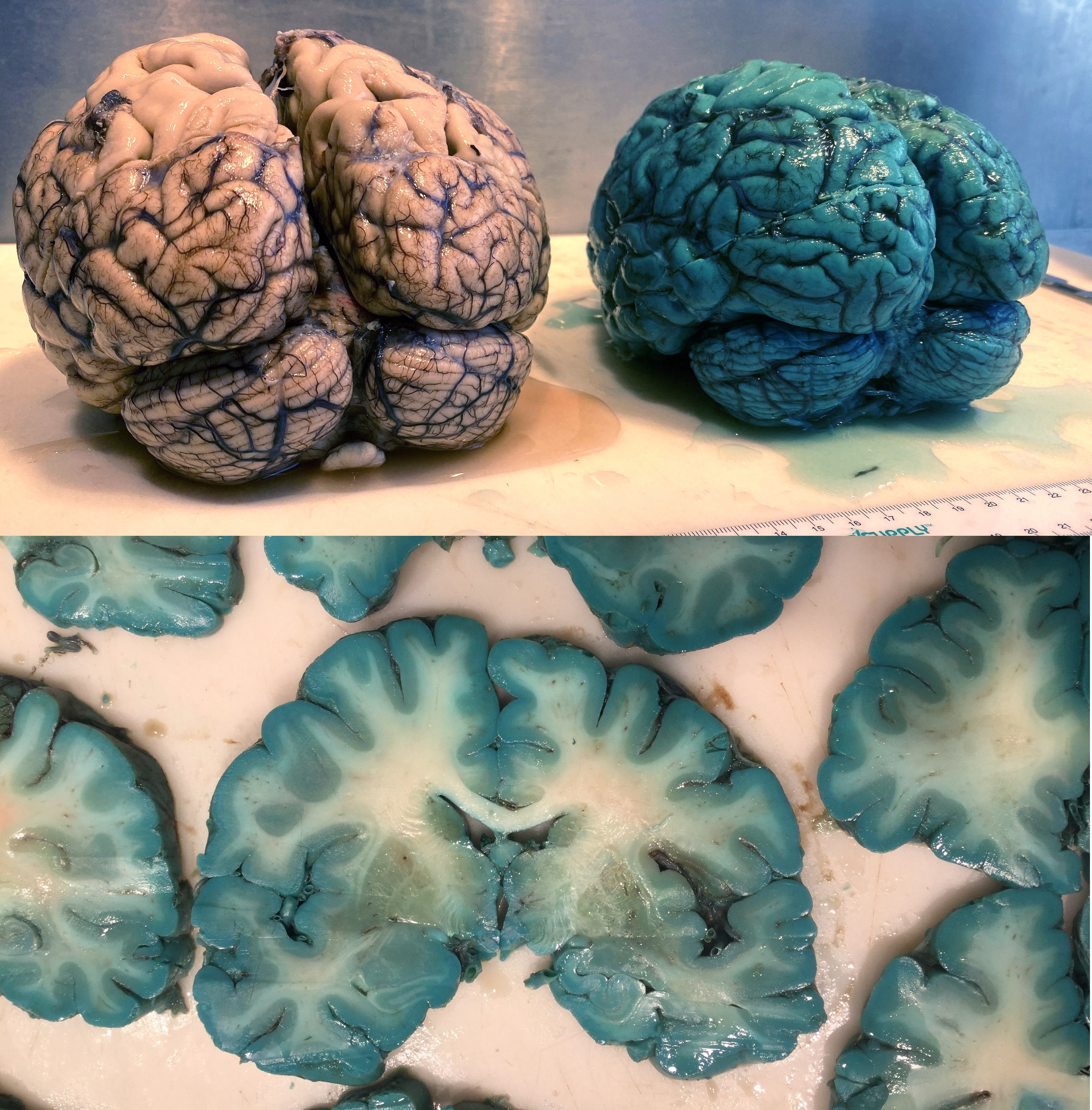
Pathologie d'un cerveau normal et d'un cerveau d'un patient traité au bleu de méthylène avant son décès dans un cas de syndrome vasoplégique.

La vasoplégie est la paralysie des fibres musculaires des parois vasculaires, ce qui engendre l'effondrement du tonus des artères d'où un relâchement (pas dilatation) permanent des artérioles. Elle fait suite à une production locale importante d'oxyde nitrique (NO), un déficit en vasopressine circulante et une dysfonction du système nerveux autonome. Comme elle entraîne un effondrement de la résistance vasculaire périphérique, elle se manifeste par une hypotension artérielle majeure qui nécessite une réanimation énergique en urgence. Une vasoplégie sévère et l'hypotension artérielle majeure consécutive se manifeste par le choc vasoplégique qui est de type distributif,.
La vasoplégie est la conséquence la plus fréquente du choc septique, mais elle peut se rencontrer dans de nombreuses situations de crise énergétique tissulaire, comme le choc cardiogénique ou le choc hypovolémique, et les maladies à l'origine d'hypoxie tissulaire sévère voire des causes toxiques comme l'intoxication au cyanure ou l'intoxication au monoxyde de carbone. 
Le traitement de la vasoplégie vise principalement à restaurer une pression de perfusion tissulaire efficace, l'objectif étant de revenir à une  pression artérielle moyenne (en) (PAM) supérieure ou égale à 65 mmHg. Les molécules vasopressives à disposition pour cela sont d'abord les catécholamines alpha-adrénergiques et la vasopressine.